# دالهوزی، نیوبرانزویک
دالهوزی، نیوبرانزویک (به انگلیسی: Dalhousie, New Brunswick) یک منطقهٔ مسکونی در کانادا است که در ریستیکوش واقع شده‌است. دالهوزی ۳٬۵۱۲ نفر جمعیت دارد.